# Tour des Fjords 2016
Die 9. Tour des Fjords 2016 war ein norwegisches Straßenradrennen. Das Etappenrennen fand vom 31. August bis zum 4. September 2016 statt. Zudem gehörte das Radrennen zur UCI Europe Tour 2016 und war dort in der Kategorie 2.1 eingestuft.

## Teilnehmende Mannschaften
| WorldTeams (4)- Katusha - BMC Racing Team - Tinkoff - IAM Cycling Professional Continental Teams (10)- Delko-Marseille Provence-KTM - Drapac - Fortuneo-Vital Concept - Roompot-Oranje Peloton - Topsport Vlaanderen-Baloise - ONE Pro Cycling - Stölting Service Group - Team Novo Nordisk - Team Roth - Verva ActiveJet Continental Teams (10)- Bliz-Merida - Rabobank Development - Riwal Platform - Coop-Øster Hus - FixIT.no - Joker Byggtorget - Ringeriks-Kraft - Sparebanken Sør - Virtu Pro-Veloconcept - ColoQuick-Cult |
| |

## Etappen
| Etappe    | Datum    | Etappenorte                  | type            | Länge (km) | Etappensieger          | Gesamtführender    |
| --------- | -------- | ---------------------------- | --------------- | ---------- | ---------------------- | ------------------ |
| 1. Etappe | 31. Aug. | Os im Østerdalen – Bergen    | Flachetappe     | 147        | Leigh Howard           | Leigh Howard       |
| 2. Etappe | 1. Sep.  | Gemeinde Stord – Odda        | Hügelige Etappe | 213        | Alexander Kristoff     | Leigh Howard       |
| 3. Etappe | 2. Sep.  | Gemeinde Ulvik – Suldalsosen | Hügelige Etappe | 221        | Alexander Kristoff     | Alexander Kristoff |
| 4. Etappe | 3. Sep.  | Stavanger – Sandnes          | Hügelige Etappe | 166        | Asbjørn Kragh Andersen | Alexander Kristoff |
| 5. Etappe | 4. Sep.  | Hinna – Stavanger            | Flachetappe     | 164        | Alexander Kristoff     | Alexander Kristoff |

## Gesamtwertung
| \| Gesamtwertung \| Gesamtwertung \| Gesamtwertung \| Gesamtwertung \| Gesamtwertung \| \| Fahrer \| Fahrer \| Land \| Team \| Zeit \| \| ------------- \| ------------------ \| ------------- \| ---------------------- \| ---------------- \| \| 1. \| Alexander Kristoff \| Norwegen \| Katusha \| 21 h 39 min 55 s \| \| 2. \| Michael Schär \| Schweiz \| BMC Racing Team \| + 30 s \| \| 3. \| Nick van der Lijke \| Niederlande \| Roompot-Oranje Peloton \| + 30 s \| \| 4. \| Jonas Koch \| Deutschland \| Verva ActiveJet \| + 32 s \| \| 5. \| Damiano Caruso \| Italien \| BMC Racing Team \| + 33 s \| \| 6. \| Pieter Weening \| Niederlande \| Roompot-Oranje Peloton \| + 33 s \| \| 7. \| Bjørn Tore Hoem \| Norwegen \| Joker Byggtorget \| + 1 min 10 s \| \| 8. \| Christian Mager \| Deutschland \| Stölting Service Group \| + 1 min 15 s \| \| 9. \| Nikolai Trussow \| Russland \| Tinkoff \| + 1 min 26 s \| \| 10. \| Huub Duyn \| Niederlande \| Roompot-Oranje Peloton \| + 1 min 30 s \| |                    |             |                        |                  |
| |                    |             |                        |                  |
| Quelle: ProCyclingStats |                    |             |                        |                  |
| Gesamtwertung |                    |             |                        |                  |
| Fahrer | Fahrer             | Land        | Team                   | Zeit             |
| 1. | Alexander Kristoff | Norwegen    | Katusha                | 21 h 39 min 55 s |
| 2. | Michael Schär      | Schweiz     | BMC Racing Team        | + 30 s           |
| 3. | Nick van der Lijke | Niederlande | Roompot-Oranje Peloton | + 30 s           |
| 4. | Jonas Koch         | Deutschland | Verva ActiveJet        | + 32 s           |
| 5. | Damiano Caruso     | Italien     | BMC Racing Team        | + 33 s           |
| 6. | Pieter Weening     | Niederlande | Roompot-Oranje Peloton | + 33 s           |
| 7. | Bjørn Tore Hoem    | Norwegen    | Joker Byggtorget       | + 1 min 10 s     |
| 8. | Christian Mager    | Deutschland | Stölting Service Group | + 1 min 15 s     |
| 9. | Nikolai Trussow    | Russland    | Tinkoff                | + 1 min 26 s     |
| 10. | Huub Duyn          | Niederlande | Roompot-Oranje Peloton | + 1 min 30 s     |

## Wertungstrikots
| Etappe         | Etappensieger          | Gesamtwertung      | Punktewertung      | Bergwertung        | Nachwuchswertung   | Teamwertung            |
| -------------- | ---------------------- | ------------------ | ------------------ | ------------------ | ------------------ | ---------------------- |
| 1              | Leigh Howard           | Leigh Howard       | Leigh Howard       | Carl Fredrik Hagen | August Jensen      | Roompot Oranje Peloton |
| 2              | Alexander Kristoff     | Leigh Howard       | Leigh Howard       | Carl Fredrik Hagen | August Jensen      | Roompot Oranje Peloton |
| 3              | Alexander Kristoff     | Alexander Kristoff | Alexander Kristoff | Carl Fredrik Hagen | Nick van der Lijke | Roompot Oranje Peloton |
| 4              | Asbjørn Kragh Andersen | Alexander Kristoff | Alexander Kristoff | Carl Fredrik Hagen | Nick van der Lijke | BMC Racing Team        |
| 5              | Alexander Kristoff     | Alexander Kristoff | Alexander Kristoff | Carl Fredrik Hagen | Nick van der Lijke | Roompot Oranje Peloton |
| Wertungssieger | Wertungssieger         | Alexander Kristoff | Alexander Kristoff | Carl Fredrik Hagen | Nick van der Lijke | Roompot Oranje Peloton |